# Clusia cylindrica
Clusia cylindrica är en tvåhjärtbladig växtart som beskrevs av B.E. Hammel. Clusia cylindrica ingår i släktet Clusia och familjen Clusiaceae. Inga underarter finns listade i Catalogue of Life.